# HLA-DPB1
HLA-DPB1 (англ. Major histocompatibility complex, class II, DP beta 1) – білок, який кодується однойменним геном, розташованим у людей на короткому плечі 6-ї хромосоми. Довжина поліпептидного ланцюга білка становить 258 амінокислот, а молекулярна маса — 29 159.
| 10         |  | 20         |  | 30         |  | 40         |  | 50         |
| ---------- |  | ---------- |  | ---------- |  | ---------- |  | ---------- |
| MMVLQVSAAP |  | RTVALTALLM |  | VLLTSVVQGR |  | ATPENYLFQG |  | RQECYAFNGT |
| QRFLERYIYN |  | REEFARFDSD |  | VGEFRAVTEL |  | GRPAAEYWNS |  | QKDILEEKRA |
| VPDRMCRHNY |  | ELGGPMTLQR |  | RVQPRVNVSP |  | SKKGPLQHHN |  | LLVCHVTDFY |
| PGSIQVRWFL |  | NGQEETAGVV |  | STNLIRNGDW |  | TFQILVMLEM |  | TPQQGDVYTC |
| QVEHTSLDSP |  | VTVEWKAQSD |  | SARSKTLTGA |  | GGFVLGLIIC |  | GVGIFMHRRS |
| KKVQRGSA   |  |            |  |            |  |            |  |            |

A: Аланін

C: Цистеїн

D: Аспарагінова кислота

E: Глутамінова кислота

F: Фенілаланін

G: Гліцин

H: Гістидин

I: Ізолейцин

K: Лізин

L: Лейцин

M: Метіонін

N: Аспарагін

P: Пролін

Q: Глутамін

R: Аргінін

S: Серин

T: Треонін

V: Валін

W: Триптофан

Задіяний у такому біологічному процесі, як імунітет. 
Локалізований у клітинній мембрані, мембрані, ендоплазматичному ретикулумі, лізосомі, апараті гольджі, ендосомах.